# Яновское водохранилище (Беларусь)
Яновское водохранилище (бел. Янаўскае вадасховішча) — водохранилище на реке Лоше в Островецком районе Гродненской области Белоруссии.
Площадь 1,1 км². Наибольшая глубина 7,5 м. Длина 7,7 км[уточнить]. Наибольшая ширина 0,4 км. Длина береговой линии 11 км. Объём воды 2,27 млн м³. Средний многолетний сток 92 млн м³. Площадь водосбора 329 км². На реке Лоша, около города Островца и хутора Яново.
Создано в 1955 для энергетических целей, орошения земель, рыбоводства и рекреации. Берега высокие, местами до 10 м. Есть 2 залива, остров площадью 0,2 га. Около берегов зарастает. Колебания уровня воды в течение года 0,1 м.